# Chionaema puer
Chionaema puer là một loài bướm đêm thuộc phân họ Arctiinae, họ Erebidae.